# 洛勒
洛勒（法語：Loreux，法語發音：[lɔʁø]）是法国卢瓦-谢尔省的一个市镇，位于该省东南部，属于罗莫朗坦-朗特奈区。

## 地理
洛勒（47°23'56"N, 1°49'51"E）面积29.95 平方千米，位于法国中央-卢瓦尔河谷大区卢瓦-谢尔省，该省份为法国中北部省份，北起厄尔-卢瓦省，东北接卢瓦雷省，东南接谢尔省，南至安德尔省，西南接安德尔-卢瓦尔省，西北接萨尔特省。
与洛勒接壤的市镇（或旧市镇、城区）包括：马西伊昂戈、米朗赛、塞勒圣但尼、维勒埃尔维耶。

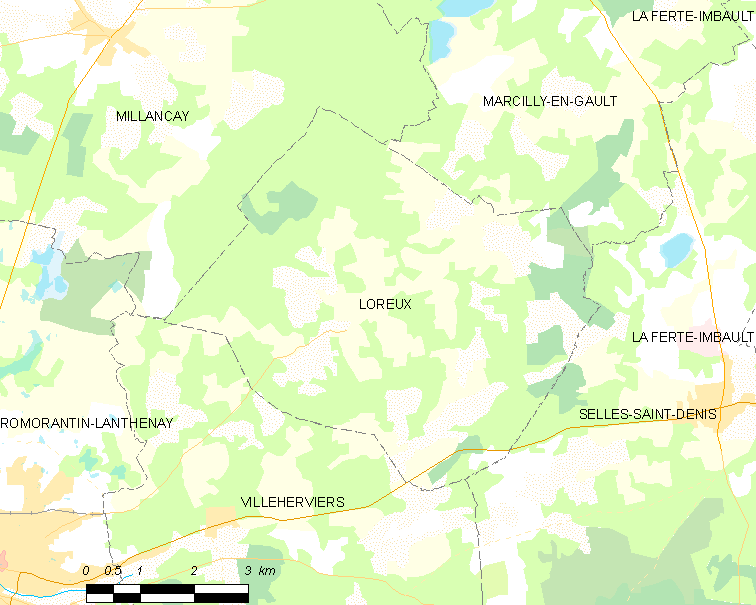
洛勒的OSM定位图

洛勒的时区为UTC+01:00、UTC+02:00（夏令时）。

## 行政
洛勒的邮政编码为41200，INSEE市镇编码为41118。

## 政治
洛勒所属的省级选区为罗莫朗坦-朗特奈县。

## 人口

1962-2008年间洛勒人口变化图示

洛勒于2022年1月1日时的人口数量为224人。